# Liste der Flaggen im Kreis Minden-Lübbecke
Diese Liste beinhaltet alle in der Wikipedia gelisteten Flaggen im Kreis Minden-Lübbecke in Nordrhein-Westfalen. Weitere Flaggen von Städten, Gemeinden und Kreisen in Nordrhein-Westfalen sind über die Navigationsleiste am Ende der Seite erreichbar.
|  |  | Die Flagge des Kreises Minden-Lübbecke wurde durch den Regierungspräsidenten in Detmold am 11. September 1973 bestätigt. Die Hauptsatzung des Kreises beschreibt die Flagge und das Banner wie folgt: „Im gespaltenen Schild vorn in Rot 2 silberne (weiße) schräg gekreuzte Schlüssel mit abgewendeten Barten, hinten in Silber (Weiß) 3 rote Sparren.“ „Der Kreis führt eine rot und weiß längsgestreifte Flagge mit dem von der Mitte zur Stange verschobenen Wappenschild des Kreises.“ „Der Kreis führt ein rot und weiß längsgestreiftes Banner mit dem Wappenschild des Kreises in der Mitte der oberen Hälfte.“ |

## Flaggen der Städte und Gemeinden
| Stadt oder Gemeinde       | Hissflagge                         | Banner                        | Kommentare |
| ------------------------- | ---------------------------------- | ----------------------------- | --- |
| Stadt Bad Oeynhausen      |                                    |                               | Genehmigt durch den RP Detmold am 13. Dezember 1973: Wappenbeschreibung: „In Blau eine aufrecht stehende silberne Leiter mit vier Sprossen unter einem durch eine silberne Wellenleiste abgetrennten roten Schildhaupt, darin drei silberne Merletten.“ Flaggenbeschreibung: „Von Blau-Weiß-Blau im Verhältnis 1 : 3 : 1 längsgestreift mit dem von der Mitte zur Stange verschobenen Wappenschild der Stadt.“ Bannerbeschreibung: „Von Blau-Weiß-Blau im Verhältnis 1 : 3 : 1 längsgestreift mit dem Wappenschild der Stadt in der oberen Hälfte.“             |
| Stadt Espelkamp           | laut Hauptsatzung keine Hissflagge |                               | Genehmigt durch den RP Detmold am 11. September 1973: Wappenbeschreibung: „Von Silber (Weiß) und Schwarz geteilt, oben drei fächerförmig gestellte grüne Espenblätter mit schwarzen Stielen, unten ein durchgehendes silbernes (weißes) Kreuz.“ Bannerbeschreibung: „Von Schwarz, Weiß und Grün im Verhältnis 1:2:1 längsgestreift mit dem Wappenschild in der Mitte des oberen Drittels.“ |
| Gemeinde Hille            |                                    |                               | Genehmigt durch den RP Detmold am 17. November 1981: Wappenbeschreibung: „In Silber (Weiß) aus einem roten Wellenschildfuß wachsend drei rote Moorkolben mit schwarzen Kolben, darüber rote schräg gestellte Windmühlenflügel.“ Flaggenbeschreibung: „Von Weiß und Rot längs gestreift mit dem von der Mitte zur Stange verschobenen Gemeindewappen.“ Bannerbeschreibung: „Von Weiß und Rot längs gestreift mit dem Gemeindewappen oberhalb der Mitte.“ |
| Gemeinde Hüllhorst        |                                    | laut Hauptsatzung kein Banner | Genehmigt durch den RP Detmold am 15. Oktober 1973 (Wappen) bzw. 9. Juli 1981 (Flagge): Wappenbeschreibung: „Das Wappen ist von Gold (Gelb) und Rot geteilt; oben freischwebend eine rote zweitürmige gezinnte Burg, unten ein von vier goldenen (gelben) Kugeln bewinkeltes liegendes Balkenkreuz.“ Flaggenbeschreibung: „Die Flagge ist rot-gelb quergestreift mit dem von der Mitte nach vorn verschobenen Gemeindewappen.“ |
| Stadt Lübbecke            |                                    |                               | Genehmigt durch den RP Detmold am 7. Oktober 1974: Wappenbeschreibung: „In Silber (Weiß) ein roter Torbau mit 2 gezinnten Türmen und blauem, offenen Tor mit 2 silber-nen (weißen) schräggestellten Schlüsseln mit abgewendeten Bärten. Zwischen den Türmen ein goldener (gelber) sechsstrahliger Stern.“ Flaggenbeschreibung: „Von Rot und Weiß längsgestreift mit dem von der Mitte zur Stange verschobenen Wappenschild der Stadt.“ Bannerbeschreibung: „Von Rot und Weiß längsgestreift mit dem Wappenschild der Stadt in der Mitte der oberen Hälfte.“     |
| Kreisstadt Minden         |                                    |                               | Wappenbeschreibung: „Der von Gold und Rot gespaltene Schild zeigt vorn in Gold unter einer Kaiserkrone einen goldenen bewehrten, rot gezungten schwarzen Doppeladler, hinten in Rot zwei schräg gekreuzte silberne Schlüssel mit abgewendeten Bärten oben, wobei der Schlüssel mit dem zur Schildmitte weisenden Bart über dem anderen Schlüssel liegt.“ Flaggenbeschreibung: „Flagge rot, weiß.“ Bannerbeschreibung: „Rot-Weiß längsgestreift mit dem Wappen oberhalb der Mitte mit schwarzer Unterschrift. MINDEN.“                                           |
| Stadt Petershagen         |                                    |                               | Genehmigt durch den RP Detmold am 29. März 1974: Wappenbeschreibung: „In Rot über einem silbernen (weißen) Wellenfuß eine silberne (weiße) Pfeilerbrücke, darüber zwei silberne (weiße) schräg-gekreuzte Schlüssel mit abgewendeten Bärten.“ Flaggenbeschreibung: „Von Rot-Weiß-Rot im Verhältnis 1 : 3 : 1 längsgestreift mit dem von der Mitte zur Stange verschobenen Stadtwappen.“ Bannerbeschreibung: „Von Rot-Weiß-Rot im Verhältnis 1 : 3 : 1 längsgestreift mit dem Stadtwappen in der Mitte der oberen Hälfte.“                                        |
| Stadt Porta Westfalica    |                                    |                               | Genehmigt durch den RP Detmold am 12. November 1973 (Wappen) bzw. 12. November 1973 (Flagge und Banner): Wappenbeschreibung: „Durch Zinnenschnitt in rot und silber (weiß) geteilt. Oben drei silberne (weiße) Zinnentürme, unten ein roter balkenweise gelegter Adlerflügel mit goldenem (gelbem) Kleestengel.“ Flaggenbeschreibung: „Von rot und weiß längs gestreift mit dem von der Mitte zur Stange verschobenen Stadtwappen.“ Bannerbeschreibung: „Von rot und weiß längs gestreift mit dem Stadtwappen in der Mitte der oberen Hälfte.“                  |
| Stadt Preußisch Oldendorf |                                    |                               | Genehmigt durch den RP Detmold am 28. September 1976: Wappenbeschreibung: „In Silber (weiß) ein roter Sparren, darüber 2 rote sechsstrahlige Sterne, darunter 2 rote schräggekreuzte Schlüssel.“ Flaggenbeschreibung: „Auf rot-weiß längsgestreift mit dem zur Stange verschobenen Stadtwappen.“ Bannerbeschreibung: „Rot-Weiß längsgestreift mit dem Wappen in der Mitte.“ |
| Stadt Rahden              |                                    |                               | Genehmigt durch den RP Detmold am 19. April 1973: Wappenbeschreibung: „Unter einem silbernen (weißen) Schildhaupt mit 3 blauen fünfblättrigen Rosen in Rot 2 kreuzweise gestellte silberne (weiße) Haken mit Griff.“ Flaggenbeschreibung: „Von Rot und Weiß längsgestreift mit dem von der Mitte zur Stande verschobenen Wappenschild der Stadt, wobei das Schildhaupt im roten Flaggenstreifen, der übrige Schild im weißen Flaggenstreifen steht.“ Bannerbeschreibung: „Rot-Weiß-Rot im Verhältnis 1:3:1 längsgestreift mit dem Wappen in der oberen Hälfte.“ |
| Gemeinde Stemwede         |                                    |                               | Genehmigt durch den RP Detmold am 6. Februar 1975: Wappenbeschreibung: „In Blau über einem goldenen (gelben) Dreiberg ein goldenes (gelbes) gestürztes Schwert, begleitet von zwei silbernen (weißen) Lilien.“ Flaggenbeschreibung: „Von Weiß und Blau im Verhältnis 1 : 1 längsgestreift mit dem von der Mitte zur Stange verschobenen Wappenschild der Gemeinde.“ Bannerbeschreibung: „Weiß-Blau längsgestreift, im oberen Drittel mit dem Wappen belegt.“ |